# Список послов России в Армении
В статье представлен список послов России в Армении.
- 3 апреля 1992 — установлены дипломатические отношения.

## Список послов
| Срок полномочий                      | Посол                         | Годы жизни | Дата вручения верительных грамот | Комментарии |
| ------------------------------------ | ----------------------------- | ---------- | -------------------------------- | ----------- |
| 2 марта 1992 года — 13 сентября 1994 | Владимир Петрович Ступишин    | 1932—2016  | 20 июня 1992                     |             |
| 13 сентября 1994 — 12 ноября 1998    | Андрей Юрьевич Урнов          | 1937—2025  |                                  |             |
| 12 ноября 1998 — 24 марта 2005       | Анатолий Матвеевич Дрюков     | 1936—2023  |                                  |             |
| 24 марта 2005 — 8 июля 2009          | Николай Викторович Павлов     | 1948—2023  | 19 мая 2005                      |             |
| 8 июля 2009 — 21 марта 2013          | Вячеслав Евгеньевич Коваленко | 1946—      | 4 сентября 2009                  |             |
| 21 марта 2013 — 6 апреля 2018        | Иван Кириллович Волынкин      | 1959—      | 25 мая 2013                      |             |
| 6 апреля 2018 — н. в.                | Сергей Павлович Копыркин      | 1962—      | 7 июня 2018                      |             |